# Reservecompetitie (voetbal)
De Reservecompetitie was de voetbalcompetitie in Nederland voor schaduwelftallen van Nederlandse profvoetbalclubs. De competitie werd in de nieuwe opzet vanaf 2015 gestart voor clubs die met hun beloftenteam niet wilden instromen in de voetbalpiramide van de Koninklijke Nederlandse Voetbalbond. In 2020 werd de competitie vervangen door de Onder 21 competitie.

## Geschiedenis
Tot 1973 speelden spelers van clubs in het betaald voetbal die te oud waren voor de jeugd, maar nog niet goed genoeg voor het A-elftal in de B-elftallen, die een onderlinge competitie afwerkten. Deze B-elftallen kenden geen leeftijdsbeperking, waardoor de ontwikkeling van jonge spelers vaak werd gehinderd. In 1973 werd daarom een competitie voor C-elftallen ingericht, voor spelers tot en met 21 jaar. Daarnaast konden 3 dispensatiespelers worden ingezet om geblesseerde spelers van het A-elftal te kunnen laten meedoen. In 1978 werd de naam veranderd in Toekomstteams in een poging meer belangstelling te creëren. De B-elftallen waren inmiddels opgeheven. In 1981 werden echter toch weer de leeftijdsbeperkingen opgeheven en ontstond de Reservecompetitie. Vanaf 2001 werd de reservecompetitie vervangen voor de Beloften Eredivisie, waarin strengere leeftijdseisen aan spelers worden gesteld dan voorheen.
De betaald voetbalorganisaties hadden tot 1 maart 2015 de mogelijkheid aan te geven of zij met hun beloftenteam wilden instromen in de zogenoemde nieuwe voetbalpiramide, waarbij beloftenteams vanaf het seizoen 2016/17 zouden instromen in de nieuw te vormen landelijke divisies. Elf clubs maakten de keuze hun beloftenteams in te schrijven voor de nieuwe competitiestructuur. De overige beloftenteams besloten sindsdien te willen verder spelen in een nieuwe reservecompetitie. Net als in andere landen als bijvoorbeeld Engeland (Premier Reserve League), Schotland (Scottish Premier Reserve League), de Verenigde Staten (MLS Reserve League) of Argentinië (Primera División de Reserva) werd ook in Nederland wederom een reservecompetitie voor schaduwelftallen opgezet.
De Nederlandse reservecompetitie maakt geen onderdeel uit van de normale competitiestructuur van de KNVB (waarbij geen promotie en degradatie mogelijk is) en wordt sindsdien gezien als voortzetting van de Beloften Eredivisie (Poule A) en de Beloften Eerste Divisie (Poule B). Op 26 april 2016 werd Jong sc Heerenveen de eerste winnaar van het kampioenschap in de reservecompetitie.
In het voorjaar van 2017 spraken sc Heerenveen en Feyenoord de wens uit om uit de reservecompetitie te treden en alsnog de beloftes in de voetbalpiramide te laten instromen. Op 24 april 2017 pakt sc Heerenveen voor de tweede keer op rij de titel.
Voor het seizoen 2018/19 hebben 21 reserveteams van Betaald Voetbal Organisaties zich ingeschreven voor de reservecompetitie. De competitie start in twee geografische poules: Poule A (Noord-Oost) en Poule B (Zuid-West). De bovenste helft van deze poules zullen in het voorjaar samenvloeien in een nieuwe kampioenspoule, waarbij eventueel promotie naar de derde divisie kan worden afgedwongen. Voor het seizoen 2018/19 behaalde FC Emmen de algehele titel van de reservecompetitie. De reserves van Emmen verloren in de kampioenspoule geen enkel duel en behaalden 19 punten uit 9 duels. Daarmee bleef het FC Twente op doelsaldo voor. FC Emmen maakte echter geen gebruik van het promotierecht.
Verdeeld over twee groepen, deden tweeëntwintig clubs deden mee aan het seizoen 2019/20 van de reservecompetitie. In Groep A wist titelhouder FC Emmen zich met een zevende plaats niet te plaatsen voor de kampioenspoule, waardoor de Drentenaren hun titel na de winterstop niet konden verlengen. Vanaf 12 maart 2020 werd de competitie gestaakt en later definitief beëindigd vanwege de uitbraak in Nederland van het coronavirus SARS-CoV-2. Er werd hierdoor geen kampioen aangewezen.
Vanaf het seizoen 2020/21 werd er niet langer in een gesloten reservecompetitie gespeeld, omdat de KNVB een nieuwe Onder 21 competitie invoerde in de voetbalpiramide en de beloftenelftallen hier aan deelnamen.
Samen met de Derde divisie werd de nieuwe Onder 21-competitie op het vierde niveau van het Nederlands voetbal geplaatst, waardoor ook de mogelijkheid ontstond om te promoveren naar de Tweede Divisie.

## Opzet
De deelnemende teams spelen in twee poules een volledige competitie. Na afloop van de reguliere voetbalcompetitie worden er verschillende play-offs afgewerkt (Play-off I, II, III en IV). De vier hoogst gerangschikte clubs uit Poule A nemen het nog tweemaal tegen elkaar op (heen en terug) in play-off I, met als inzet het kampioenschap. Zowel de competitie als de play-offs worden gespeeld volgens het driepuntensysteem.

## Teams
Onderstaande tabel bevat een overzicht van alle reserveteams die hun clubs (minstens één seizoen) hebben vertegenwoordigd in de reservecompetitie.
| KNVB Reservecompetitie | KNVB Reservecompetitie | KNVB Reservecompetitie | KNVB Reservecompetitie |
| ---------------------- | ---------------------- | ---------------------- | ---------------------- |
| ADO Den Haag           | sc Heerenveen          | FC Dordrecht           | N.E.C.                 |
| SC Cambuur             | Heracles Almelo        | Fortuna Sittard        | PEC Zwolle             |
| SBV Excelsior          | NAC Breda              | Go Ahead Eagles        | RKC Waalwijk           |
| Feyenoord              | Roda JC Kerkrade       | Helmond Sport          | Willem II              |

## Kampioenen
Reservecompetitie
- 2016: sc Heerenveen
- 2017: sc Heerenveen
- 2018: sc Heerenveen
- 2019: FC Emmen
- 2020: Geen kampioen[8]

## Topscorers
| Seizoen | Naam                                 | Club            | Doelp. |
| ------- | ------------------------------------ | --------------- | ------ |
| 2015/16 | Paul Gladon                          | Heracles Almelo | 16     |
| 2016/17 | Henk Veerman Michel Vlap             | sc Heerenveen   | 6      |
| 2017/18 | Jizz Hornkamp                        | sc Heerenveen   | 9      |
| 2018/19 | Joey Konings Silvester van der Water | Heracles Almelo | 12     |